# Vicdessos (település)
Vicdessos korábbi község Franciaországban, Ariège megyében. Lakosainak száma 470 fő (2018. január 1.). Vicdessos Auzat, Goulier, Illier-et-Laramade, Lercoul, Orus, Sem és Suc-et-Sentenac községekkel határos.
2019. január 1-jén három másik korábbi községgel egyesült és az így létrejött Val-de-Sos új község része lett.

## Népesség
A település népessége az elmúlt években az alábbi módon változott:
| Lakosok száma | 585  | 580  | 602  | 461  | 437  | 558  | 543  | 592  | 502  | 470  |
|               | 1968 | 1975 | 1982 | 1999 | 2006 | 2011 | 2013 | 2016 | 2017 | 2018 |